# Narciarstwo alpejskie na Zimowych Igrzyskach Paraolimpijskich 2018 – zjazd kobiet
Zjazd kobiet – jedna z konkurencji rozgrywana w ramach narciarstwa alpejskiego na Zimowych Igrzyskach Paraolimpijskich 2018. Zawody rozegrano 10 marca 2018 roku w trzech klasach.
Pierwszy trening odbył się 7 marca o 10:30. Pozostałe dwa, planowane na 8 i 9 marca, zostały odwołane z powodu złych warunków atmosferycznych.

## Osoby niedowidzące
W rywalizacji wystąpiło 8 zawodniczek z 7 państw.
| Miejsce | Nr | Zawodniczka        | Przewodnik        | Reprezentacja     | Klasa | Czas    | Strata |
| ------- | -- | ------------------ | ----------------- | ----------------- | ----- | ------- | ------ |
| 01 !    | 2  | Henrieta Farkašová | Natália Šubrtová  | Słowacja          | B3    | 1:29,72 | -      |
| 02 !    | 4  | Millie Knight      | Brett Wild        | Wielka Brytania   | B2    | 1:30,58 | +0,86  |
| 03 !    | 5  | Eléonor Sana       | Chloé Sana        | Belgia            | B2    | 1:31,60 | +1,88  |
| 4       | 3  | Noemi Ristau       | Lucien Gerkau     | Niemcy            | B2    | 1:33,33 | +3,61  |
| 5       | 6  | Melissa Perrine    | Christian Geiger  | Australia         | B2    | 1:35,40 | +5,68  |
| –       | 1  | Menna Fitzpatrick  | Jennifer Kehoe    | Wielka Brytania   | B2    | DNF     | DNF    |
| –       | 7  | Danelle Umstead    | Rob Umstead       | Stany Zjednoczone | B2    | DNF     | DNF    |
| –       | 8  | Anna Pešková       | Michaela Hubačová | Czechy            | B2    | DNF     | DNF    |

## Osoby stojące
W rywalizacji wystąpiło 12 zawodniczek z 6 państw.
| Miejsce | Nr | Zawodniczka        | Reprezentacja                      | Klasa   | Czas    | Strata |
| ------- | -- | ------------------ | ---------------------------------- | ------- | ------- | ------ |
| 01 !    | 10 | Marie Bochet       | Francja                            | LW6/8-2 | 1:30,30 | -      |
| 02 !    | 12 | Andrea Rothfuss    | Niemcy                             | LW6/8-2 | 1:32,53 | +2,23  |
| 03 !    | 9  | Mollie Jepsen      | Kanada                             | LW6/8-2 | 1:34,60 | +4,30  |
| 4       | 13 | Alana Ramsay       | Kanada                             | LW9-2   | 1:35,21 | +4,91  |
| 5       | 15 | Marija Papułowa    | Neutralni sportowcy paraolimpijscy | LW6/8-2 | 1:36,12 | +5,82  |
| 6       | 17 | Erin Latimer       | Kanada                             | LW6/8-2 | 1:38,87 | +8,57  |
| 7       | 16 | Melanie Schwartz   | Stany Zjednoczone                  | LW2     | 1:39,38 | +9,08  |
| 8       | 14 | Stephanie Jallen   | Stany Zjednoczone                  | LW9-1   | 1:40,64 | +10,34 |
| 9       | 19 | Mel Pemble         | Kanada                             | LW9-2   | 1:42,22 | +11,92 |
| –       | 11 | Anna Jochemsen     | Holandia                           | LW2     | DNF     | DNF    |
| –       | 18 | Ally Kunkel        | Stany Zjednoczone                  | LW6/8-2 | DNF     | DNF    |
| –       | 20 | Frédérique Turgeon | Kanada                             | LW2     | DNF     | DNF    |

## Osoby siedzące
W rywalizacji wystąpiło 7 zawodniczek z 6 państw.
| Miejsce | Nr | Zawodniczka         | Reprezentacja     | Klasa  | Czas    | Strata |
| ------- | -- | ------------------- | ----------------- | ------ | ------- | ------ |
| 01 !    | 21 | Anna Schaffelhuber  | Niemcy            | LW10-2 | 1:33.26 | -      |
| 02 !    | 24 | Momoka Muraoka      | Japonia           | LW10-2 | 1:34.75 | +1,49  |
| 03 !    | 25 | Laurie Stephens     | Stany Zjednoczone | LW12-1 | 1:35,80 | +2,54  |
| 4       | 27 | Victoria Pendergast | Australia         | LW12-1 | 1:44,14 | +10,88 |
| –       | 22 | Anna-Lena Forster   | Niemcy            | LW12-1 | DNF     | DNF    |
| –       | 23 | Claudia Lösch       | Austria           | LW11   | DNF     | DNF    |
| –       | 26 | Stephani Victor     | Szwajcaria        | LW12-2 | DNF     | DNF    |